# Canton de Ribiers
Le canton de Ribiers est une ancienne division administrative française située dans le département des Hautes-Alpes en région Provence-Alpes-Côte d'Azur.

## Géographie
Ce canton était organisé autour de Ribiers dans l'arrondissement de Gap. Son altitude variait de 464 m (Ribiers) à 1 613 m (Éourres) pour une altitude moyenne de 668 m.

## Histoire
À la suite du décret du 20 février 2014, le canton a fusionné avec celui de Laragne-Montéglin, fin mars 2015, pour les élections départementales de 2015.

## Représentation

### Conseillers généraux de 1833 à 2015
| Période | Période          | Identité                       | Étiquette      | Qualité |
| ------- | ---------------- | ------------------------------ | -------------- | --- |
| 1833    | 1848             | Jacques Joseph Chauvet fils    |                | Conservateur des hypothèques à Gap Propriétaire à Ribiers                                                                      |
| 1848    | 1861             | Louis Morgan Abel              | Républicain    | Notaire à Ribiers |
| 1861    | 1879 (démission) | Auguste Chauvet                |                | Avocat à Gap |
| 1879    | 1910             | Eugène Abel (fils de L.Abel)   | Rad.           | Ancien juge de paix à Saint-Firmin Notaire, conseiller municipal de Ribiers                                                    |
| 1910    | 1919             | Charles Antin                  | SFIO           | Avocat - Maire de Ribiers |
| 1919    | 1934             | Raoul Villevieille (1862-1947) | Rad.           | Professeur à Ribiers |
| 1934    | 1940             | Ernest Lafont                  | SFIO puis PSdF | Député de la Loire (1914-1928) Député des Hautes-Alpes (1928-1936) Ministre (1935-1936) Nommé conseiller départemental en 1942 |
|         |                  |                                |                | |
| 1945    | 1978 (décès)     | Almire Bourg                   | SFIO puis PS   | Agent EDF retraité, maire de Ribiers                                                                                           |
| 1979    | 2015             | Albert Moullet                 | MRG puis DVD   | Agriculteur Maire de Châteauneuf-de-Chabre (2001-2016)                                                                         |

### Conseillers d'arrondissement (de 1833 à 1940)
| Période                                  | Période | Identité                              | Étiquette | Qualité |
| ---------------------------------------- | ------- | ------------------------------------- | --------- | --- |
| 1833                                     | 1848    | Jean-Jacques Abel-Lacombe (1773-1852) |           | Notaire à Châteauneuf-de-Chabre, propriétaire à Antonaves                                                   |
|                                          |         |                                       |           | |
| avant 1886                               |         | Louis-Philippe Gabriel                |           | Maire de Salérans                                                                                           |
|                                          |         |                                       |           | |
| 1907                                     |         | Jules-Louis-Auguste Moullet           |           | Cultivateur, maire de Châteauneuf-de-Chabre                                                                 |
|                                          |         |                                       |           | |
|                                          | 1925    | Paulin Michel                         | Radical   | Propriétaire à Barret-le-Bas                                                                                |
| 1925                                     | 1940    | M. Meissonnier                        | Radical   | |
| 1940                                     |         |                                       |           | Les conseils d'arrondissement ont été suspendus par la loi du 12 octobre 1940 et n'ont jamais été réactivés |
| Les données manquantes sont à compléter. |         |                                       |           | |

## Composition
Le canton de Ribiers regroupait sept communes :
| Nom                   | Code Insee | Intercommunalité                      | Superficie (km2) | Population (dernière pop. légale) | Densité (hab./km2) |
| --------------------- | ---------- | ------------------------------------- | ---------------- | --------------------------------- | ------------------ |
| Ribiers (chef-lieu)   | 05118      | CC du Canton de Ribiers Val de Méouge | 36,55            | 811 (2013)                        | 22                 |
| Antonaves             | 05005      | CC du Canton de Ribiers Val de Méouge | 8,03             | 179 (2013)                        | 22                 |
| Barret-sur-Méouge     | 05014      | CC du Sisteronais Buëch               | 26,72            | 229 (2014)                        | 8,6                |
| Châteauneuf-de-Chabre | 05034      | CC du Canton de Ribiers Val de Méouge | 23,90            | 332 (2013)                        | 14                 |
| Éourres               | 05047      | CC du Sisteronais Buëch               | 26,47            | 131 (2014)                        | 4,9                |
| Saint-Pierre-Avez     | 05155      | CC du Sisteronais Buëch               | 11,37            | 31 (2014)                         | 2,7                |
| Salérans              | 05160      | CC du Sisteronais Buëch               | 13,90            | 97 (2014)                         | 7                  |

## Démographie
| 1962 | 1968  | 1975  | 1982  | 1990  | 1999  | 2006  | 2011  | 2012  |
| ---- | ----- | ----- | ----- | ----- | ----- | ----- | ----- | ----- |
| 981  | 1 120 | 1 169 | 1 167 | 1 385 | 1 518 | 1 655 | 1 780 | 1 795 |